# Campeonato Polonês de Futebol 4.ª Divisão
A III Liga - III Divisão polonês no futebol (para a temporada 2007/2008 oficialmente polonês League IV) - a quarta classe na hierarquia da liga de futebol masculino na Polônia. É um nível intermediário entre o segundo nível de concorrência Polonês II League (ex-polonês League III) e Polonês IV League (ex-Liga polaca V ou círculos de classe), sendo o nível (mais baixo) quarto central (liga nível IV). Lutar dentro dele estão em andamento em uma base regular (cada temporada) e um sistema circular projetado para 128 clubes de futebol poloneses que jogam em oito de 16 equipas, grupo de macros. As melhores equipes de cada grupo polonês III promoção ganho liga para a liga em segundo polonesa, enquanto as mais fracas equipes são relegados para grupos específicos de provincial IV polonês liga. De 2000/2001 temporada é gerido por - agindo em nome da Associação de Futebol polaco - a designada Associação de Futebol Regional. De 2002 a participar no concurso serão admitidos apenas com os clubes, status profissional (ou seja, ativo nos esportes como uma sociedade anónima) ou semi-profissional (isto é, operando sob a forma de associações de cultura física), que - depois de conhecer todos os critérios necessários - recebeu uma licença de um ano para executar a este nível.